# Lekkoatletyka na Letnich Igrzyskach Olimpijskich 1960 – sztafeta 4 × 100 m kobiet
Sztafetę 4 × 100 metrów kobiet podczas XVII Letnich Igrzysk Olimpijskich w Rzymie rozegrano 7 (eliminacje) i 8 września 1960 finał) na Stadio Olimpico. Zwycięzcą została sztafeta Stanów Zjednoczonych, która biegła w składzie: Martha Hudson, Lucinda Williams, Barbara Jones i Wilma Rudolph. W eliminacjach ustanowiła rekord świata z czasem 44,4 s.

## Rekordy
|                   | Reprezentacja | Zawodniczki                                                                | Czas | Data                | Miejsce   |
| ----------------- | ------------- | -------------------------------------------------------------------------- | ---- | ------------------- | --------- |
| Rekord świata     | Australia     | Shirley Strickland de la Hunty, Norma Croker, Fleur Mellor, Betty Cuthbert | 44,5 | 1 grudnia 1956(dts) | Melbourne |
| Rekord olimpijski | Australia     | Shirley Strickland de la Hunty, Norma Croker, Fleur Mellor, Betty Cuthbert | 44,5 | 1 grudnia 1956(dts) | Melbourne |

## Wyniki
| Poz. - pozycja |
| – rekord świata \| – rekord krajowy \| – rekord życiowy \| = – wyrównany rekord życiowy \| · – najlepszy wynik w sezonie \| = – wyrównany najlepszy wynik w sezonie \| – rekord olimpijski |
| Fn – falstart \| DNF – nie ukończyła \| DNS – nie wystartowała \| DSQ – zdyskwalifikowana                                                                                                  |

### Eliminacje
10 sztafet przystąpiło do biegów eliminacyjnych. Rozegrano dwa biegi. Do finału awansowały po trzy najlepsze sztafety w każdym biegu (Q).

#### Bieg 1
| Poz. | Państwo         | Zawodniczki                                                      | Rezultat | Uwagi |
| ---- | --------------- | ---------------------------------------------------------------- | -------- | ----- |
| 1    | Wielka Brytania | Carole Quinton, Dorothy Hyman, Jenny Smart, Mary Bignal          | 45,8     | Q     |
| 2    | Niemcy          | Martha Langbein, Anni Biechl, Brunhilde Hendrix, Jutta Heine     | 45,8     | Q     |
| 3    | Włochy          | Letizia Bertoni, Sandra Valenti, Piera Tizzoni, Giuseppina Leone | 46,6     | Q     |
| 4    | Węgry           | Erzsébet Heldt, Mária Bácskai, Antónia Munkácsi, Ildikó Jónás    | 47,3     |       |
| 5    | Kanada          | Nancy Lewington, Sally McCallum, Valerie Jerome, Eleanor Haslam  | 47,9     |       |

#### Bieg 2
| Poz. | Państwo           | Zawodniczki                                                               | Rezultat | Uwagi |
| ---- | ----------------- | ------------------------------------------------------------------------- | -------- | ----- |
| 1    | Stany Zjednoczone | Martha Hudson, Lucinda Williams, Barbara Jones, Wilma Rudolph             | 44,4     | Q,    |
| 2    | ZSRR              | Wira Krepkina, Wałentyna Masłowska, Marija Itkina, Irina Press            | 45,0     | Q     |
| 3    | Polska            | Teresa Wieczorek, Barbara Janiszewska, Celina Jesionowska, Halina Richter | 45,3     | Q,    |
| 4    | Panama            | Silvia Hunte, Carlota Gooden, Carlota Gooden, Jean Holmes                 | 46,5     |       |
| –    | Australia         | Marlene Mathews-Willard, Norma Thrower, Norma Croker-Fleming, Pat Duggan  | DSQ      |       |

### Finał
| Poz. | Państwo           | Zawodniczki                                                               | Rezultat | Uwagi       |
| ---- | ----------------- | ------------------------------------------------------------------------- | -------- | ----------- |
| 1    | Stany Zjednoczone | Martha Hudson, Lucinda Williams, Barbara Jones, Wilma Rudolph             | 44,5     |             |
| 2    | Niemcy            | Martha Langbein, Anni Biechl, Brunhilde Hendrix, Jutta Heine              | 44,8     | [ 3 ] [ b ] |
| 3    | Polska            | Teresa Wieczorek, Barbara Janiszewska, Celina Jesionowska, Halina Richter | 45,0     | [ 2 ]       |
| 4    | ZSRR              | Wira Krepkina, Wałentyna Masłowska, Marija Itkina, Irina Press            | 45,2     |             |
| 5    | Włochy            | Letizia Bertoni, Sandra Valenti, Piera Tizzoni, Giuseppina Leone          | 45,6     | [ 4 ]       |
| –    | Wielka Brytania   | Carole Quinton, Dorothy Hyman, Jenny Smart, Mary Bignal                   | DNF      |             |